# Guvatszalonkafélék
A guvatszalonkafélék (Rostratulidae) a madarak osztályának lilealakúak (Charadriiformes) rendjébe tartozó család.

## Rendszerezés
A család az alábbi 2 nem és 3 faj tartozik:
- Rostratula  (Vieillot, 1816) – 2 faj 
  - nagy guvatszalonka (Rostratula benghalensis)
  - ausztrál guvatszalonka (Rostratula australis)

- Nycticryphes (Wetmore & Peters, 1923) – 1 faj
  - amerikai guvatszalonka (Nycticryphes semicollaris)   más néven  (Rostratula semicollaris)